# MÁV 389
A MÁV 389 sorozatba különböző eredetű gőzmozdonyokat sorolt be a MÁV. A 389.001, 389.002 pályaszámúak a Taraczvölgyi Vasút MÁV kezelésbe vételekor került a MÁV-hoz. Eredetileg Taraczvölgy és Tereselpatak néven üzemeltek szám nélkül. A MÁV a XXI sorozatba osztotta őket és az 5911, 5912 pályaszámokat osztotta rájuk, melyet hamarosan 6911, 6912-re változtatta. 1911-től a 389.001, 002 pályaszámot viselték. 1920-ban a római egyezmény Romániának ítélte őket. A CFR-nél megtartották MÁV pályaszámukat. A CFR 389,002 1952-ben selejtezve lett. A 389,001 Nagyszebenben látható a vasúti múzeumban.
A II. világháborús események kapcsán több mozdony is került a MÁV birtokába a visszacsatolt területekről, így a Máramarosi Sóvasutak 1-3 számú (Máramaros-Sziget, Sókamara, Rónaszék) mozdonyai, melyekből a 2 és 3 számú 398.003, 004 pályaszámokat kapott, az 1-es pedig 3554 számot. Ezek a mozdonyok a világháború után visszakerültek a CFR állományába majd 1965 és 1968 között selejtezve lettek.
Ezeket a mozdonyokat a Sigl Bécsújhelyi mozdonygyára gyártotta: az első kettőt 1886-ban, az utóbbi hármat pedig rendre 1891, 1892, 1893-ban. Ez valamennyi C tengelyelrendezésű ikergépes, telítettgőzű szerkocsis mozdony volt.
1948-ban az AEGV-től átvette a MÁV a 4 és 5 pályaszámú, az aradi Weizer gyár által gyártott két mozdonyt, melyeket a 389,005, 006 pályaszámokkal láttak el. Ezeket a gépeket 1965-ben és 1968-ban selejtezték.